# Грайворон
Гра́йворон (рос. Грайворон) — місто в Росії, адміністративний центр Грайворонського району Бєлгородської області. Історично відноситься до Харківщини та Північної Слобожанщини. Розташоване біля кордону з Україною, за 15 км від залізничної станції Хотмижськ та за 78 км від обласного центру.
Населення міста становить 6091 особу (2008; 6 196 в 2002, 6,0 тис. в 1989, 5,9 тис. в 1970, 5,1 тис. в 1959, 4,6 тис. в 1939, 8,9 тис. в 1926).

## Географія
Місто розташоване на берегах Ворскли (притока Дніпра) та Грайворонки (ліва притока Ворскли), за 7 км від кордону з Україною. На 2002 рік у місті було 1877 приватних господарств та 17 багатоповерхівок.

## Походження назви
На гербі міста Грайворона можна побачити чорно-сірого птаха на жовтому тлі. Місцеві перекази твердять, що назва слободи, яка була заснована слобідськими козаками, походить з української мови. Кажуть, що ця назва пов'язана чи то з воронячим граєм (тобто «криком»), чи то з воронячою зграєю. Але можливо, що назва міста, так само як і назва українського Гайворона в Кіровоградській області, походить від зовсім іншого птаха, а саме грака, а не крука чи ґави.

## Історія

Грайворон на українській частині Діалектологічної мапи руської (та російської) мови, яка складена в Імператорській Академії наук у 1914 році.

Грайворон як слобода Охтирського слобідського козацького полку був заснований 5 серпня 1678 року українськими козаками (черкасами) — переселенцями з Правобережної України — біля устя річки Грайворонка, де вона з'єднується з річкою Ворсклою.
Грайворон був сотенним містом Грайворонської сотні Охтирського слобідського козацького полку.
У 1765 році, після ліквідації урядом Російської імперії полкового устрою в Слобідській Україні, Охтирський полк був реорганізований в Охтирський гусарський полк російської армії, а його територія ввійшла до складу Слобідсько-Української губернії. Грайворон став казенною слободою.
У 1779 році в складі Хотмижського повіту був приєднаний до Слобідсько-Української губернії.
23 березня 1838 року Грайворон отримав статус міста та став повітовим містом новоутвореного Грайворонського повіту Курської губернії. До міста переводяться повітові органи влади з Хотмижську, який раніше був центром скасованого Хотмижського повіту.

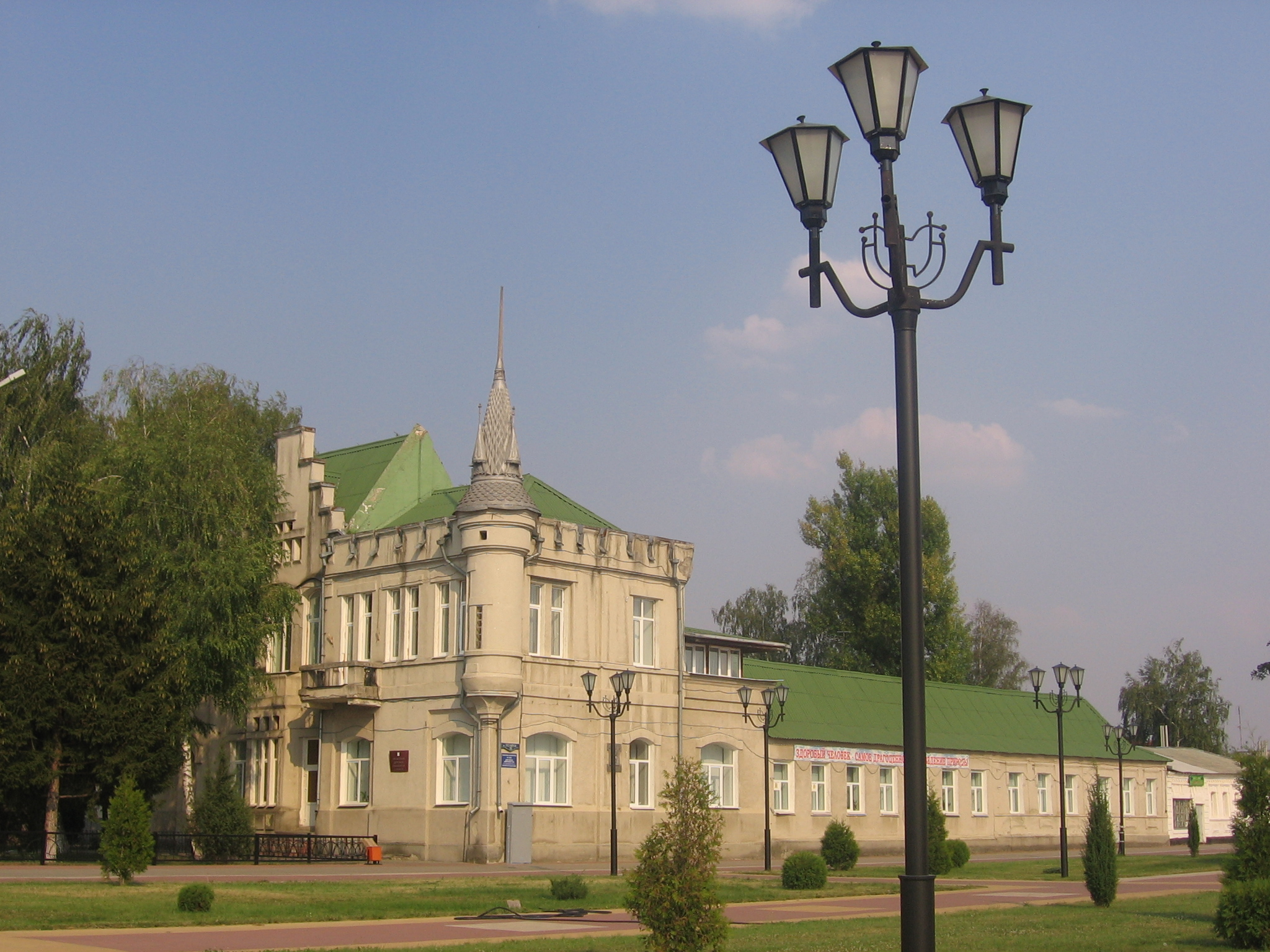
Дитячий ревматологічний санаторій (Будинок купця Дмитрієнка)

За часів Української Народної Республіки: за законом від 2-4 березня 1918 року про адміністративно-територіальний поділ України — Грайворонський повіт землі Слобожанщина.
16 лютого 1943 року місто звільнене від німців силами Воронезького фронту РСЧА під час Харківської наступальної операції 2.02 — 3.03 1943 року.
13 березня 1943 року Грайворон знову зайняли німецькі війська.
7 серпня 1943 року місто остаточно звільнене від німецьких військ силами Воронезького фронту РСЧА під час Харківської наступальної операції 3.08 — 23.08 1943 року.
6 січня 1954 року Грайворонський район Курської області ввійшов до складу новоутвореної Бєлгородської області.
У 1964 році, під час реорганізації Бєлгородської області, Грайворонський район скасовано, а місто увійшло в Борисівський район області.
З 1989 року Грайворон знову стає районним центром відновленого Грайворонського району.
22 травня 2023 року в місті почалася паніка, жителі почали виїжджати, оскільки сусідні села Гора-Поділ та Козинка зайняли підрозділи Легіону «Свобода Росії» та Російського добровольчого корпусу.

## Населення
За переписом 1897 року, у місті проживало 6 340 осіб (3 061 чоловік і 3 279 жінок). Розподіл населення за мовою згідно з переписом 1897 року:
| Мова       | Осіб  | Відсоток |
| ---------- | ----- | -------- |
| російська  | 3 490 | 55,05 %  |
| українська | 2 743 | 43,26 %  |
| єврейська  | 69    | 1,09 %   |
| циганська  | 13    | 0,21 %   |
| польська   | 9     | 0,14 %   |
| інші       | 12    | 0,25 %   |
| Разом      | 6 340 | 100 %    |

## Герби міста
Крім офіційно затвердженого, існує ще й неофіційний символ Грайворона. На ньому, поруч із чорним птахом, знаходиться силует дивовижного будинку у готичному стилі. Це — примітна місцева пам'ятка, дім купця Дмитрієнка, тепер дитячий ревматологічний санаторій.

Герб Грайворона, затвержений у 1841 році
Герб радянських часів
Проект герба 1995 р.

### Герб 1841 року
25 жовтня 1841 року був затверджений герб Грайворона. Це був щит, поділений навпіл по горизонталі. У верхній частині був розташований герб губернського міста Курськ. В нижній частині щита на золотому полі зображено ворона, який летів вправо. Крила його розташовані діагонально.

## Економіка
В місті працюють заводи: електромеханічний, цегельний, паркетний, сироробний; харчовий комбінат.

## Відомі люди
- Артем'єв Олександр — український військовий та громадський діяч, поручник технічних військ Армії УНР.
- Вовк Хведір Ївлампійович — український кобзар. Помер і похований у Грайвороні.
- Казан Іван — український кобзар. 1889-го року у Грайвороні обраний кобзарським цехмайстром «всієї Слобожанщини, Криму і Поазов'я».
- Майський Михайло Семенович — український письменник.
- Орлов Василь Сергійович — російський художник.
- Славутинський Степан Тимофійович (1821—1884) — український письменник, белетрист.
- Шухов Володимир Григорович (1853—1939) — російський інженер, архітектор й винахідник, почесний академік АН СРСР
- Ушенко Іван Калістратович (1913—2001) — український хімік
- Черниченко Юрій Дмитрович (1929—2010) — російський публіцист, письменник українського походження.

## Галерея

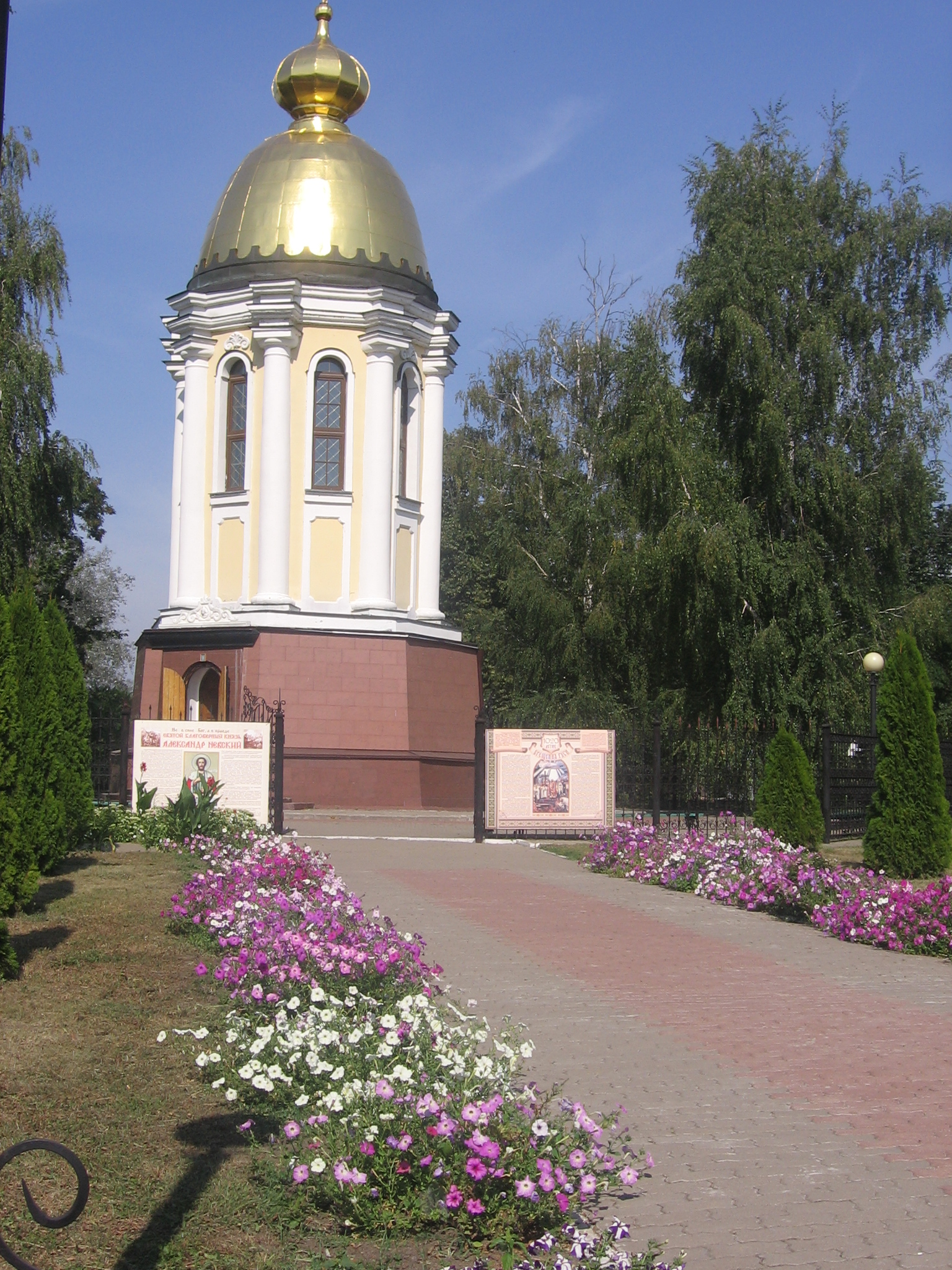
Каплиця святого Йоасафа Бєлгородского
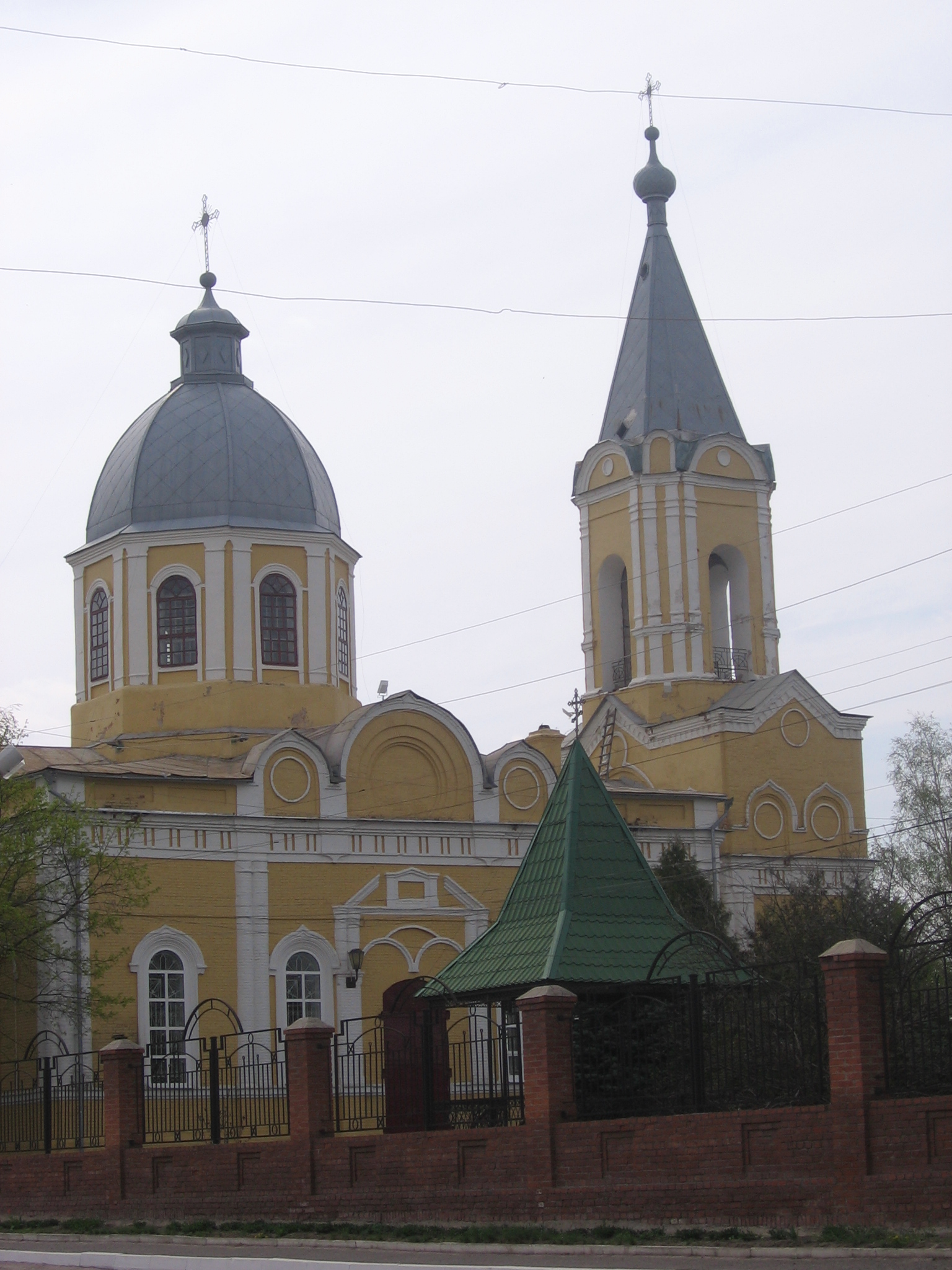
Храм святого Миколая
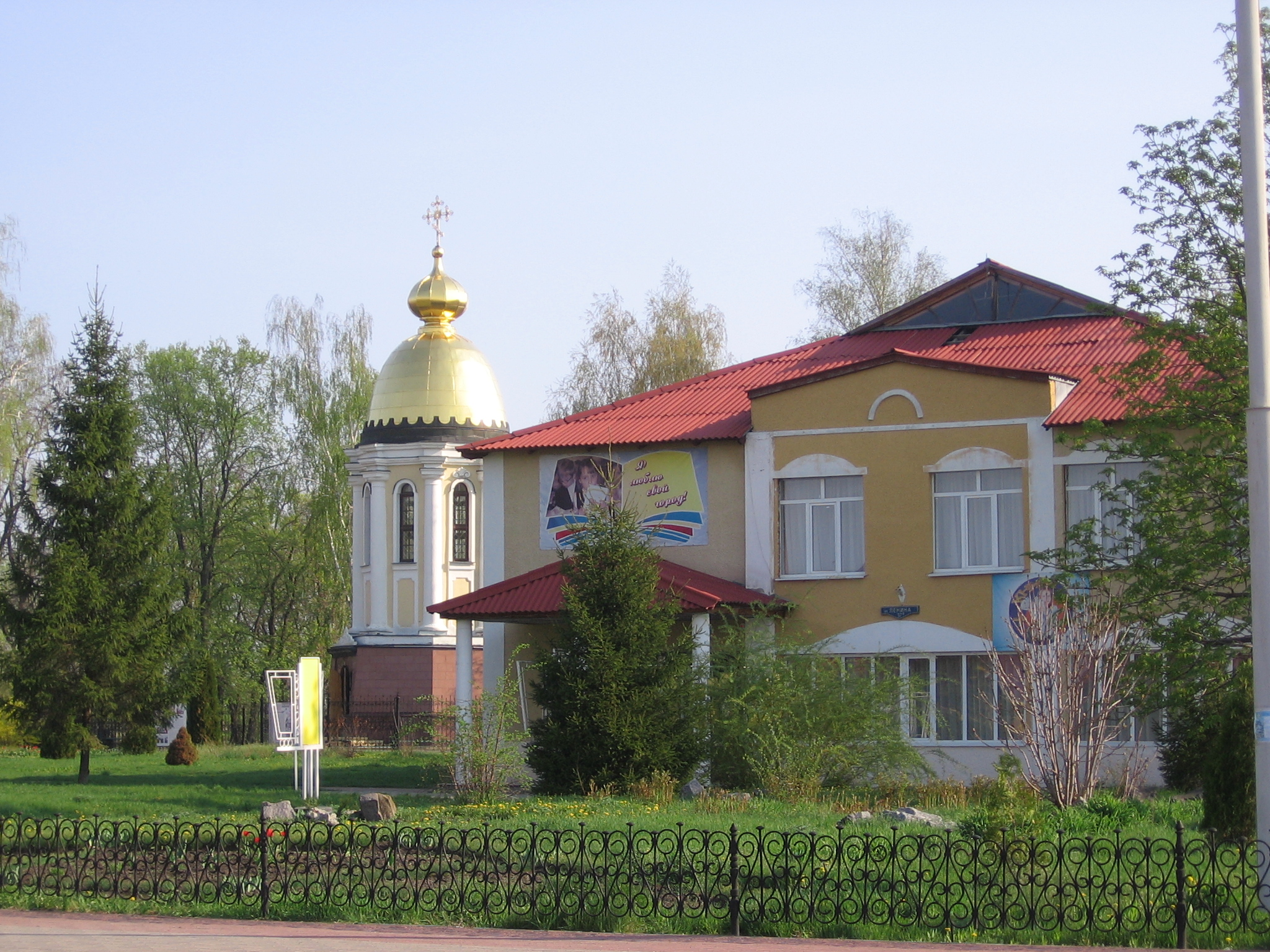
Дитяча бібліотека
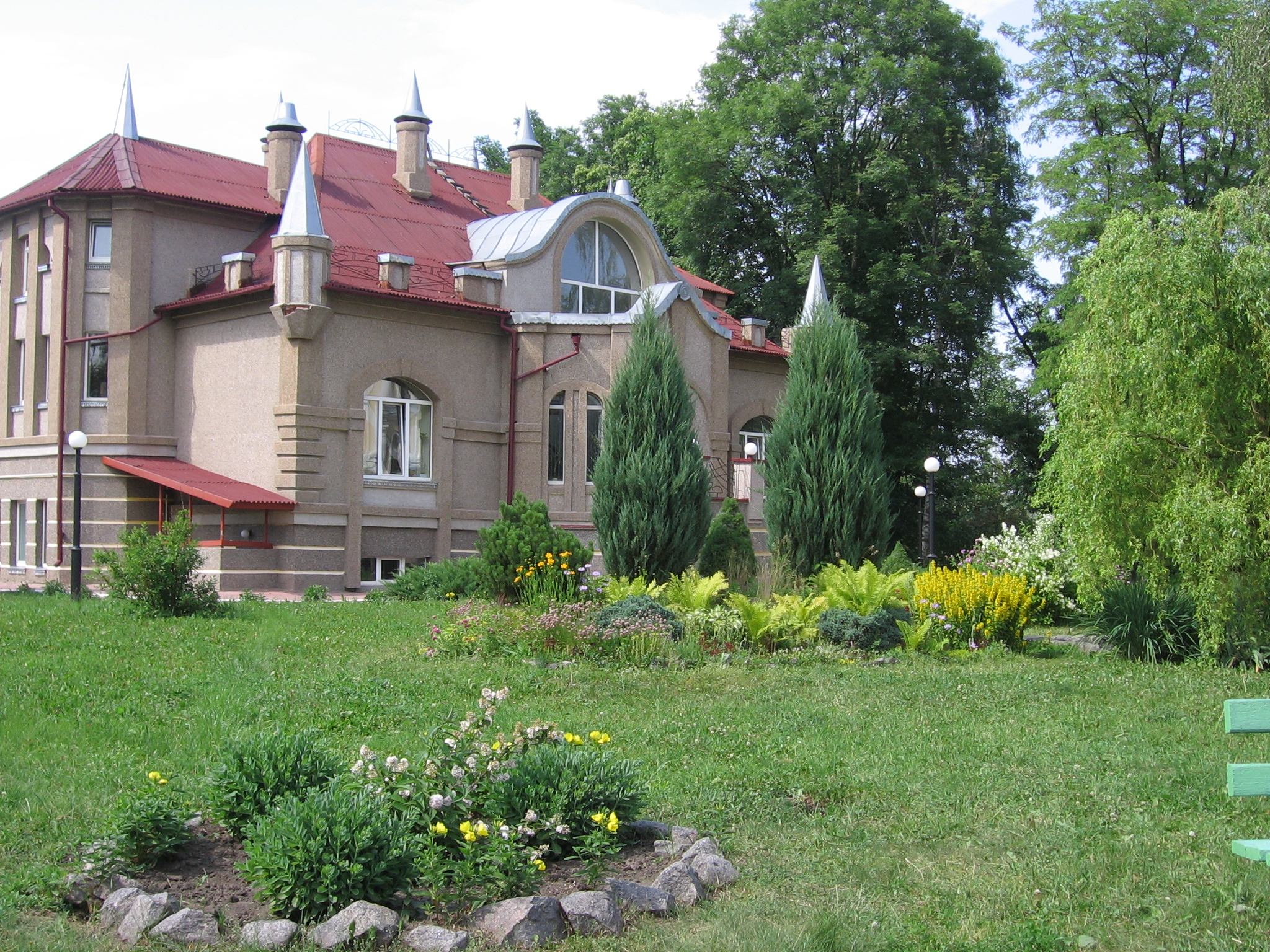
Духовно-просвітницький центр в ім’я Святителя Йоасафа Бєлгородського
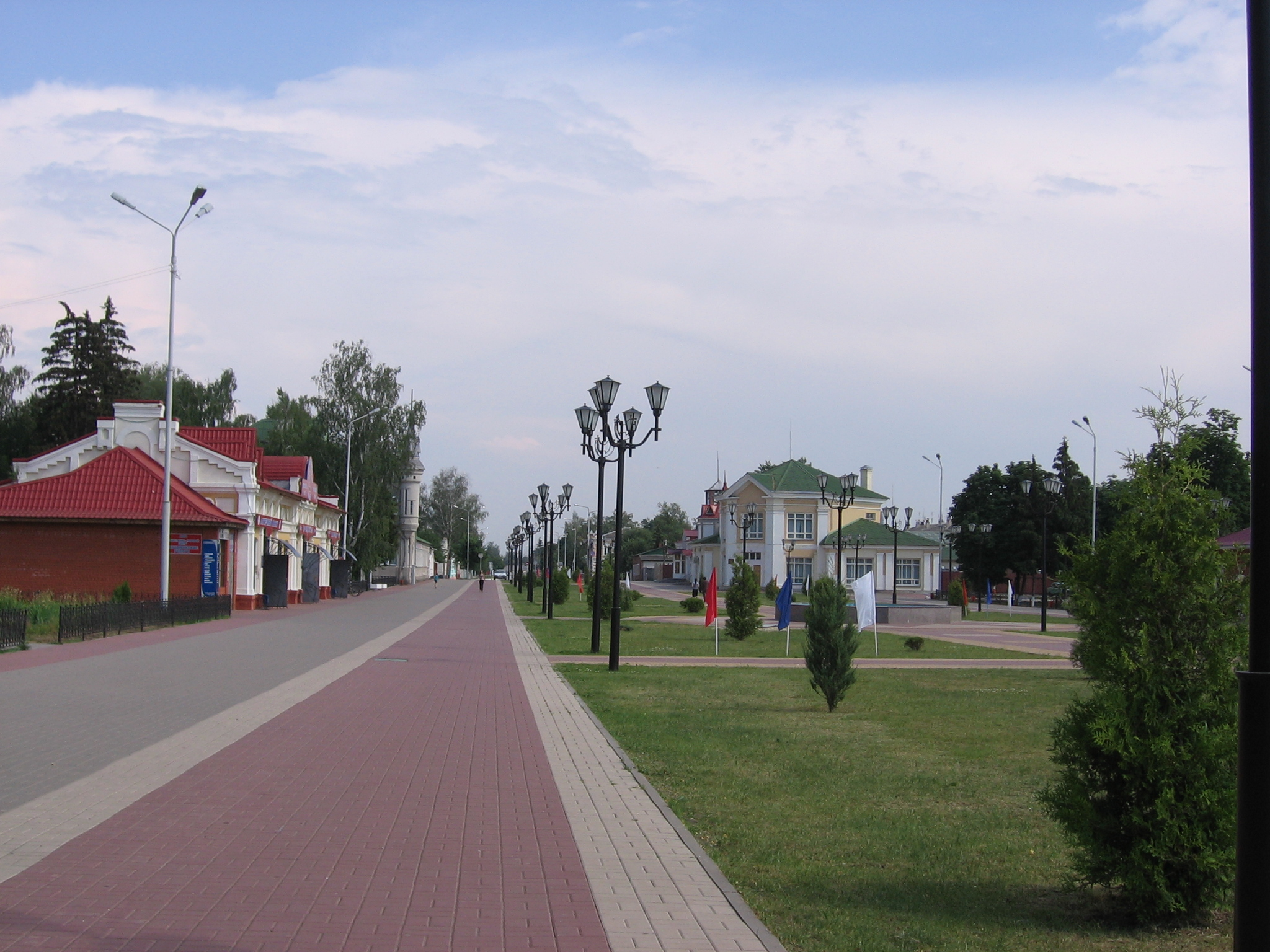
Центр міста. Вулиця Леніна
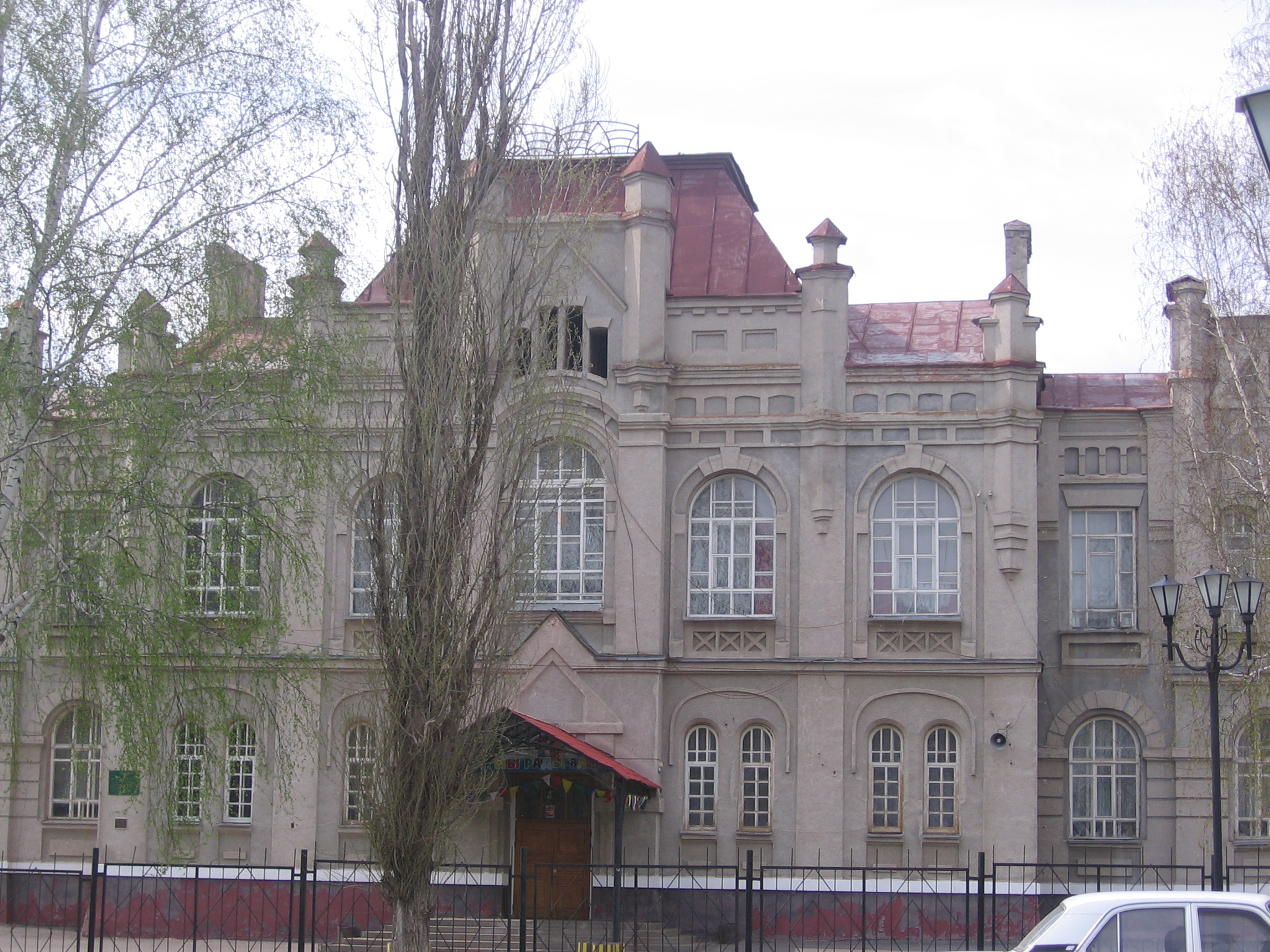
Загальноосвітня школа. Колишня чоловіча гімназія (побудована 1910 року)
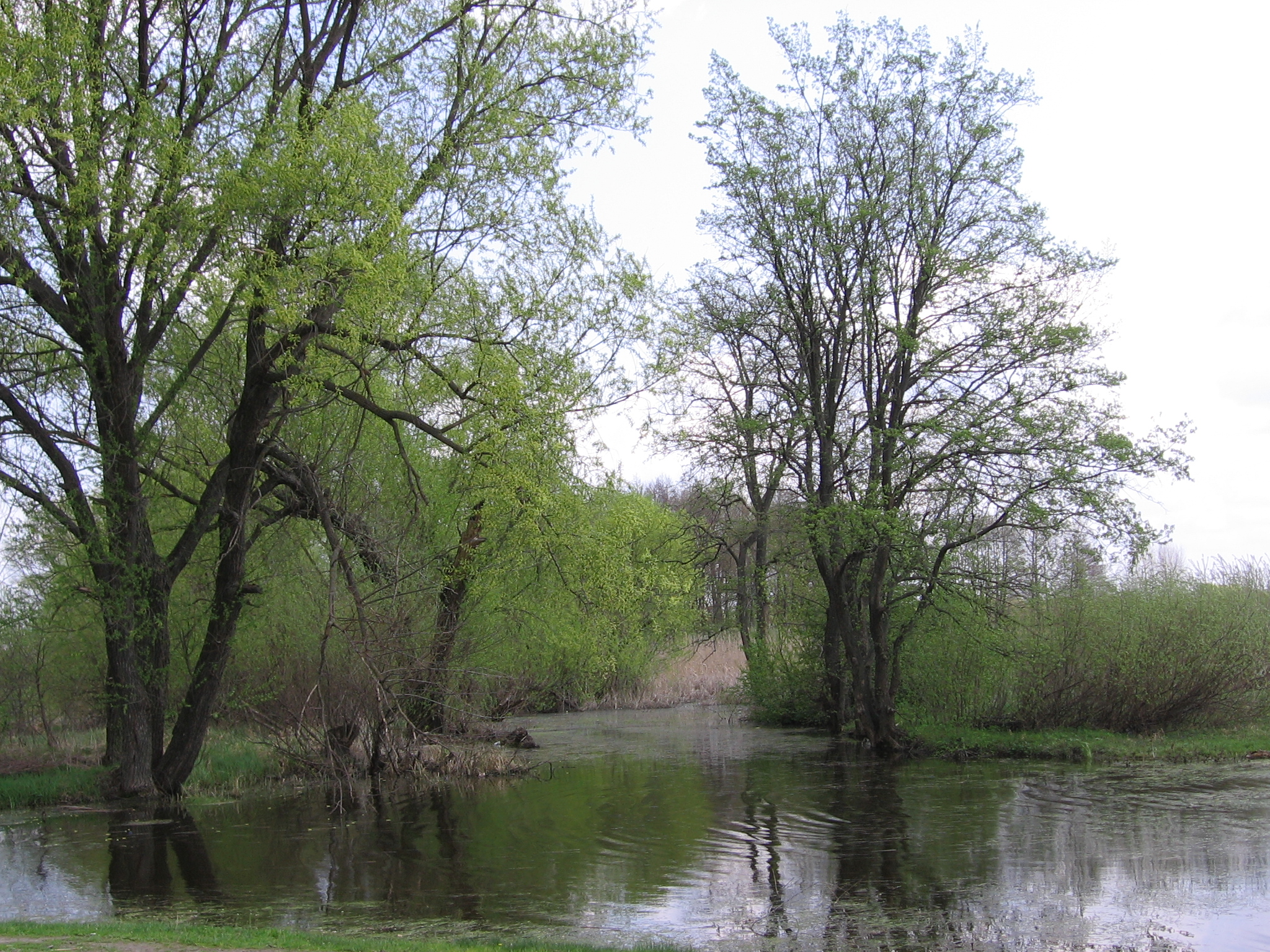
Озеро Ведмедівка
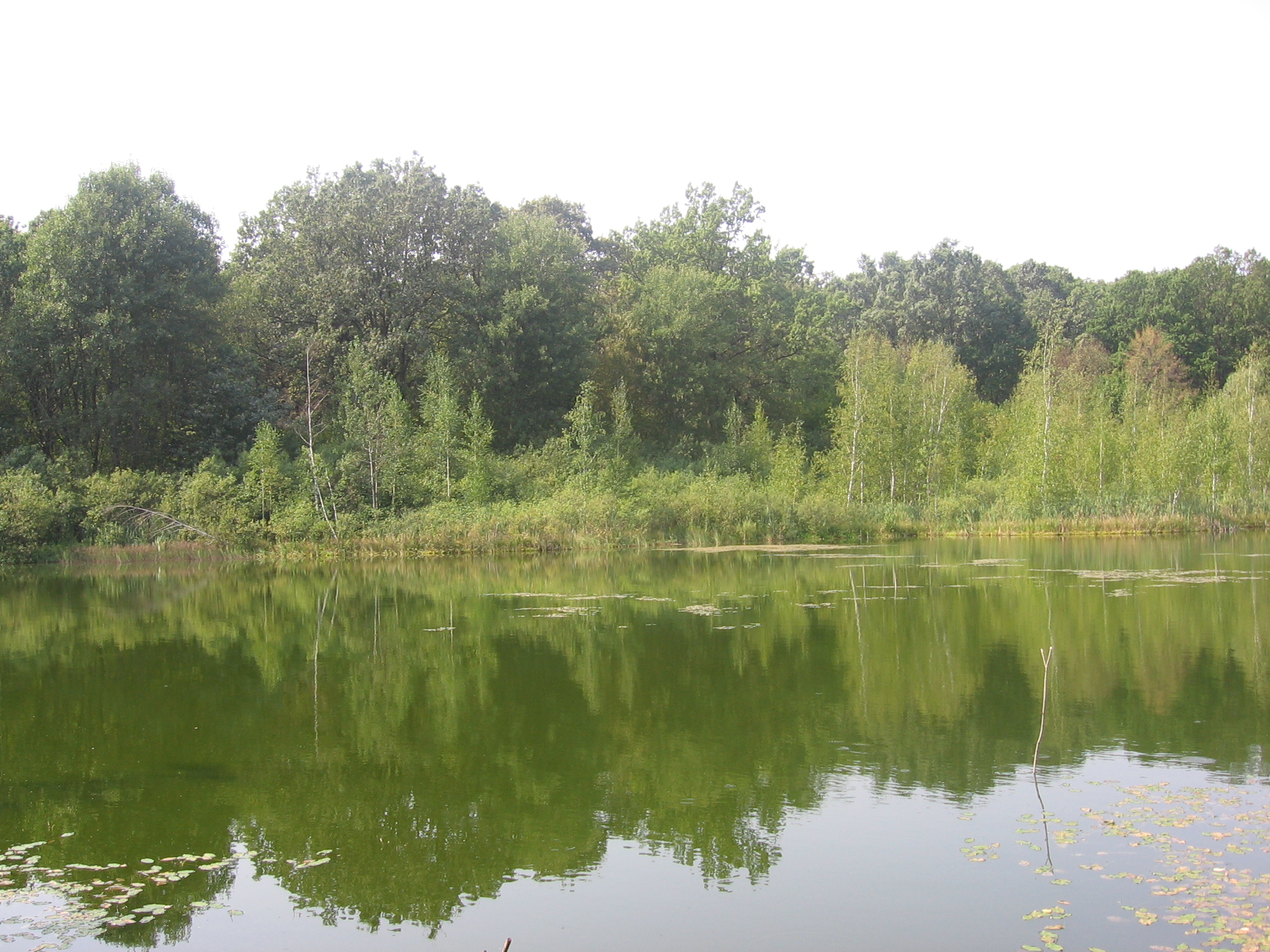
Озеро Моховате
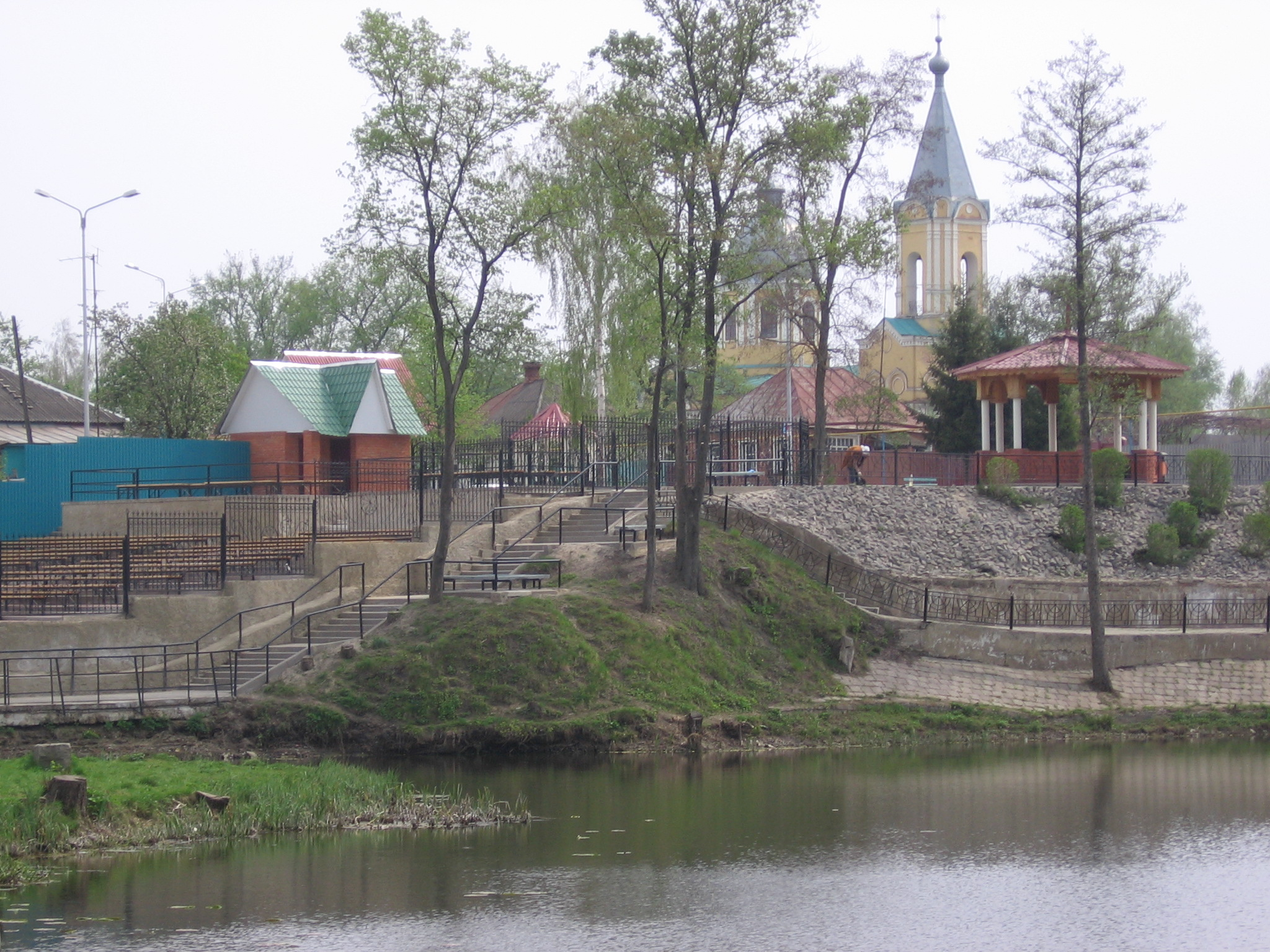
Петровська круча